# NHK佐世保支局

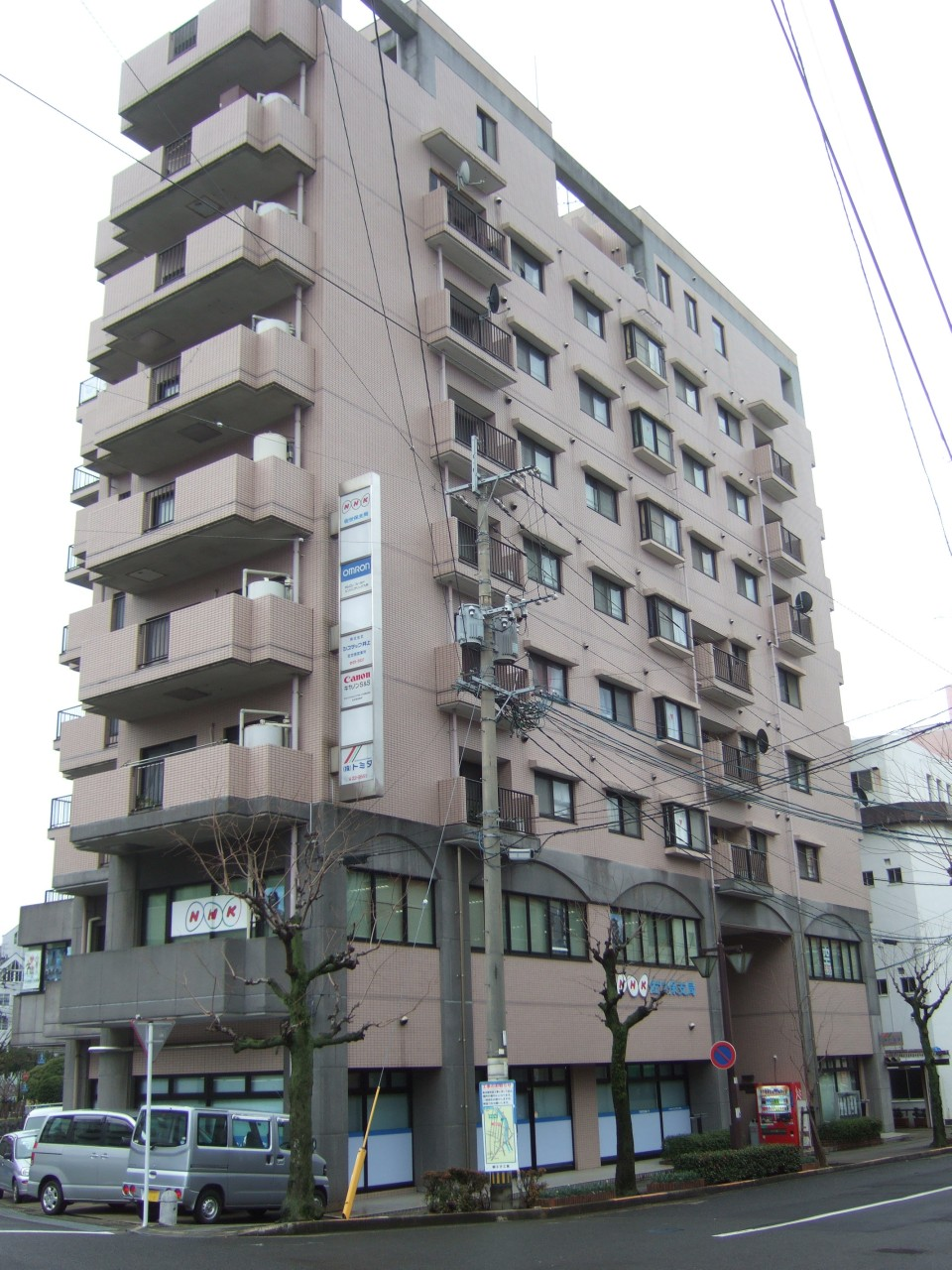
NHK佐世保支局所在建築（2010年2月）

NHK佐世保支局，是日本放送協會位於長崎縣佐世保市、負責主管當地事務的放送支局。

## 频道频率

### 电视频道
- NHK综合频道 42ch 1kW
- NHK教育频道 40ch 1kW

### 广播频率
- NHK第一广播 981kHz 1kW
- NHK第二广播 1512kHz 500W
- NHKFM 86.0MHz 250W

## 外部參考
- NHK長崎放送局アクセスマップ （页面存档备份，存于）
- 「20世紀放送史・下」日本放送協会編・発行、2001年刊